# Stabio
Stabio − miejscowość i gmina w południowej Szwajcarii, w kantonie Ticino, w okręgu (distretto) Mendrisio, siedziba administracyjna powiatu (circolo) Stabio. Leży przy granicy z Włochami. 

## Demografia
W Stabio mieszka 4 510 osób. W 2021 roku 23,4% populacji gminy stanowiły osoby urodzone poza Szwajcarią. 

## Transport
Przez teren gminy przebiegają autostrada A24 oraz droga główna nr 394.